# Pierre Pradier
Pierre Pradier (ur. 2 lipca 1933 w Biarritz, zm. 25 kwietnia 2003 tamże) – francuski lekarz i działacz społeczny, współzałożyciel i przewodniczący organizacji Lekarze Świata, poseł do Parlamentu Europejskiego IV kadencji.

## Życiorys
Studiował medycynę w Paryżu, specjalizował się w anestezjologii, praktykował jako lekarz w Algierii. Przez wiele lat udzielał się charytatywnie w ramach organizacji lekarskich. W 1973 dołączył do Lekarzy bez Granic. Był jednym z założycieli Lekarzy Świata, pełnił funkcję przewodniczącego (1984–1985) i dyrektora generalnego (1992–1994) tej organizacji.
W 1994 został wybrany do Parlamentu Europejskiego z ramienia Énergie Radicale, listy wyborczej stworzonej przez Bernarda Tapie na bazie Lewicowej Partii Radykalnej. W PE zasiadał do 1999, będąc członkiem Grupy Europejskiego Sojuszu Radykalnego.
Zmarł w 2003 na chorobę nowotworową.